# This Is Gospel
"This Is Gospel" je pjesma američkog rock sastava Panic! at the Disco a službeno je objavljena 12. kolovoza 2013. Riječ je o drugom singlu s njihovog četvrtog albuma Too Weird to Live, Too Rare to Die!. Pjesma se našla na 86. mjestu Billboardove Hot 100 ljestvice. Za taj singl mu je američko diskografsko udruženje RIAA 7. srpnja 2016. dodijelilo certificiranu platinastu ploču.

## Videospot
Glazbeni spot je predstavljen isti dan kao i sama pjesma a snimljen je pod redateljskom palicom Daniela Camposa. Spot započinje s pjevačem Brendonom Urieom koji se nalazi na kirurškom stolu uoči operacije srca. Međutim, kada kirurg odluči napraviti prvi rez, Urie se budi te odluči pobjeći u čemu ga liječnici sprečavaju. O tome govori i stih "If you love me let me go". Nakon toga Urie prima anesteziju i spot se prebacuje na pripreme za njegov pogreb.
Urie je pokopan u drvenom lijesu koji se puni vodom, međutim, ondje se oslobađa i ponovo budi na kirurškom stolu. Tamo su na morbidni način prikazana njegova crijeva kao užad koja ga u prenesenom smislu drže na životu. U konačnici, duša se u obliku sjene oslobađa užadi i trči prema bijeloj svjetlosti (koja bi trebala označavati ulazak u raj) dok Brendon umire na stolu.
Nastavak tog spota je spot za pjesmu Emperor's New Clothes.

## Top ljestvice
| Ljestvica (2008/2009)                | Najviša pozicija |
| ------------------------------------ | ---------------- |
| US Hot Rock Songs (Billboard)        | 12               |
| US Alternative Songs (Billboard)     | 25               |
| US Rock Airplay (Billboard)          | 45               |
| US Billboard Hot 100                 | 86               |
| UK Singles (Official Charts Company) | 179              |

## Vanjske poveznice
Službena web stranica benda